# Дихил (регион)
Дихил (на арабски: دخيل, правопис по Американската система BGN Diẖil; на френски: Dikhil) е регион в източната част на Джибути. Площта му е приблизително 7800 квадратни километра. Регионът граничи с Етиопия на запад и юг. Столицата на региона е град Дихил, с население около 30 000 души. На територията на региона е разположено соленото езеро Абе, продължаващо в Етиопия.